# رودريغوسوزا كاردوسو
رودريغوسوزا كاردوسو (بالبرتغالية: Rodrigo de Souza Cardoso‏) (4 مارس 1982 بريو دي جانيرو في البرازيل - ) هو لاعب كرة قدم برازيلي في مركز الهجوم. شارك مع منتخب البرازيل تحت 17 سنة لكرة القدم ومنتخب البرازيل تحت 23 سنة لكرة القدم ومنتخب البرازيل لكرة القدم. أما مع النوادي، فقد لعب مع باناثينايكوس وسسكا صوفيا ونادي إنترناسيونال ونادي باهيا ونادي غوياس ونادي فاسكو دا غاما ونادي فلامنغو ونادي فيتوريا ونادي كريسيوما ونادي كورينثيانز ونادي ماريتيمو ونادي بايساندو ‏ ونادي مادوريرا.

## روابط خارجية
- رودريغوسوزا كاردوسو على موقع قاعدة بيانات كرة القدم.إي يو (الإنجليزية)